# Larré (Morbihan)
Larré (bret. Lare) – miejscowość i gmina we Francji, w regionie Bretania, w departamencie Morbihan.
Według danych na rok 1990 gminę zamieszkiwało 649 osób, a gęstość zaludnienia wynosiła 38 osób/km² (wśród 1269 gmin Bretanii Larré plasuje się na 748. miejscu pod względem liczby ludności, natomiast pod względem powierzchni na miejscu 593.).